# Уяви мир (башта)
64°9′47.66″ пн. ш. 21°51′34.08″ зх. д. / 64.1632389° пн. ш. 21.8594667° зх. д.

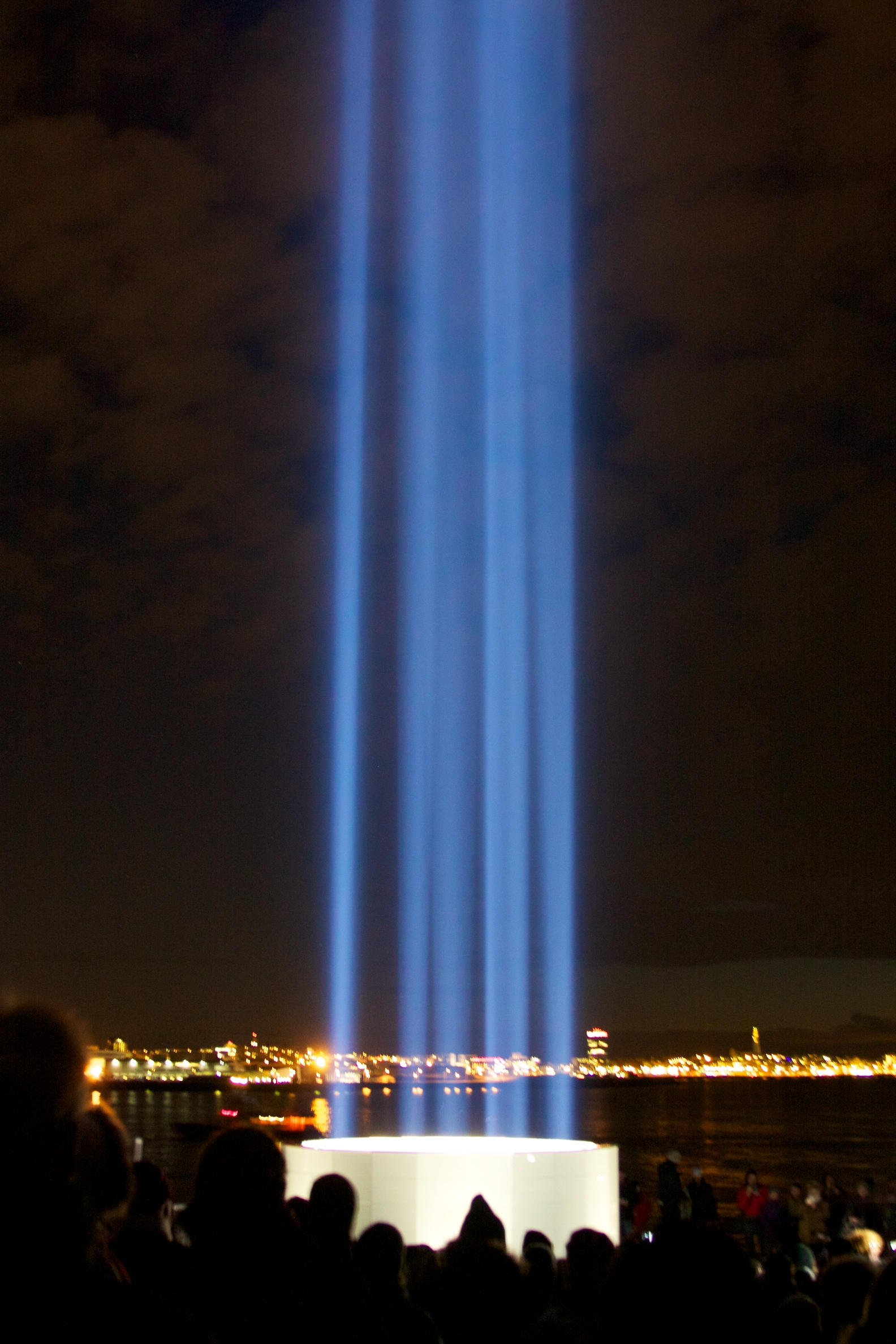
Башта «Уяви мир» з включеними вогнями.

Башта «Уяви мир» (англ. Imagine Peace Tower; ісл. Friðarsúlan, що означає «колона миру») — це меморіал Джону Леннону від його вдови Йоко Оно, розташований на острові Відей в затоці Коллафьйордур (ісл. Kollafjörður) біля Рейк'явіку, Ісландія. Вона складається з високої колони світла, яка направлена у небо з монументу білого кольору, на якому вирізані слова «Уяви мир» на 24 мовах. Ці слова та назва башти є посиланнями на гімн миру Леннона — пісню «Imagine».

## Опис
Башта складається з 15 прожекторів з призмами, що діють як дзеркала, віддзеркаюючи колонну світла вертикально в небо з колодязя бажань глибиною 10 метрів. Колона світла часто досягає нижніх хмар та іноді пробиває їх. Якщо ніч ясна, то висота колони сягає не менше 4 000 метрів. Електрика для прожекторів постачається з ісландської унікальної геотермальної електромережі. Башта використовує приблизно 75 кВт.
Знизу під колоною світла заховані 500 000 письмових бажань, які Йоко Оно зібрала за роки іншого проекту — «Wish Trees» (дерева бажань).
Башта не є включеною постійно. Натомість, Оно планує запалювати башту кожного року на період з 9 жовтня по 8 грудня (дати народження та смерті Джона Леннона відповідно).
Ісландія була обрана для проекту через її красу та екологічне використання геотермальної енергетики. Будівництво башти розпочалось 9 жовтня 2006 р., коли Оно відкрила майданчик, а офіційно відкрита башта була в той же день на рік пізніше. Церемонію відкриття показувати телеканали багатьох країн. На відкритті були присутні Йоко Оно з сином Шоном Ленноном, Рінго Старр та Олівія Харрісон, вдова Джорджа Харрісона, з сином Джані Харрісоном. Пол Маккартні був запрошений, але не присутній через судове засідання. На відкритті Йоко Оно сказала, що башта є найкращою річчю, яку вона та Джон коли-небудь зробили.

## Мови башти

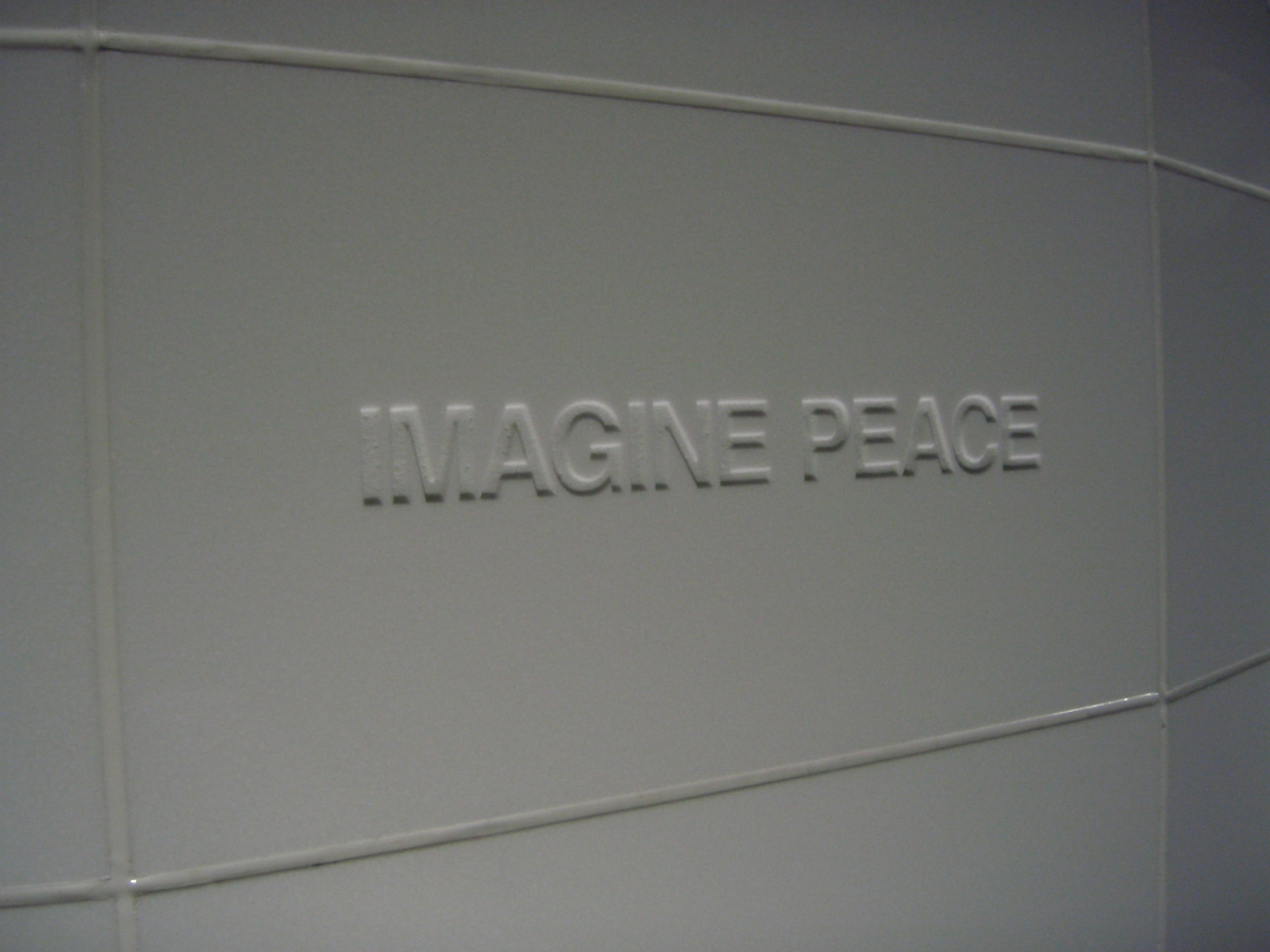
Послання «Уяви мир»

Слова на башті написані 24 мовами світу:
| англ. IMAGINE PEACE               | суах. TUFIRIENI AMANI                |
| яп. 平和な世界を想像してごらん    | ісл. HUGSA SÉR FRIÐ                  |
| кор. 평화를 꿈꾸자                | тур. BARIŞI DÜŞLE                    |
| кит.: 想像世界有了和平            | перс. به صلح بیندیش                  |
| араб. احلم سلام                   | філіп. ILARAWAN ANG MUNDONG MAPAYAPA |
| порт. IMAGINE A PAZ               | там. சமாதானத்தை நினையுங்கள்                   |
| рос. ПРЕДСТАВЬТЕ СЕБЕ МИР         | угор. KÉPZELD EL A BÉKÉT             |
| гінді शान्ति की कल्पना करें               | фін. KUVITTELE RAUHA                 |
| нім. STELL DIR VOR ES IST FRIEDEN | груз. წარმოიდგინეთ მშვიდობა          |
| італ. IMMAGINA LA PACE            | тиб. ཞི་བ་སྒོམས་                        |
| фр. IMAGINEZ LA PAIX              | івр. חלום שלום                       |
| ісп. IMAGINA LA PAZ               | інук. ᓴᐃᒪᖃᑎᒌᑦᑕ                       |

На додатковій панелі написано:
| I dedicate this light tower to John Lennon my love for you is forever yoko ono October 9th 2007 |
|                                                                                                 |

(Я присвячую цю башту Джону Леннону. моє кохання до тебе вічне. йоко оно. 09 жовтня 2007)